# Нанохимия
Нанохи́мия — раздел химии, исследующий свойства, строение и особенности химических превращений наночастиц. Отличительной особенностью нанохимии является наличие размерного эффекта — качественного изменения физико-химических свойств и реакционной способности при изменении числа атомов или молекул в частице. Обычно данный эффект наблюдается для частиц размером меньше 10 нм, хотя данная величина имеет условное значение.

## Направления исследований в нанохимии
- Разработка методов сборки крупных молекул из атомов с помощью наноманипуляторов; изучение внутримолекулярных перегруппировок атомов при механических, электрических и магнитных воздействиях.
- Синтез наноструктур в потоках сверхкритической жидкости; разработка способов направленной сборки нанокристаллов.
- Разработка теории физико-химической эволюции ультрадисперсных веществ и наноструктур; создание способов предотвращения химической деградации наноструктур.
- Получение новых катализаторов для химической и нефтехимической промышленности; изучение механизма каталитических реакций на нанокристаллах.
- Изучение механизмов нанокристаллизации в пористых средах в акустических полях; синтез наноструктур в биологических тканях.
- Исследование явления самоорганизации в коллективах нанокристаллов; поиск новых способов пролонгирования стабилизации наноструктур химическими модификаторами.

Целью исследований является разработка функционального ряда машин, обеспечивающих:
- Новые катализаторы для химической промышленности и лабораторной практики.
- Методологию предотвращения химической деградации технических наноструктур; методики прогноза химической деградации.
- Получение новых лекарств.
- Способ лечения онкологических заболеваний путём проведения внутриопухолевой нанокристаллизации и наложения акустического поля[источник не указан 4154 дня].
- Новые химические сенсоры; методы увеличения чувствительности сенсоров.

## Институты, занимающиеся нанохимией
- Институт нанотехнологий международного фонда конверсии (ИНМФК, Москва).